# Dossier Benton
Dossier Benton (The Last Precinct, dans l'édition originale en anglais) est un roman policier et thriller américain de Patricia Cornwell publié en 2000. C'est le onzième roman de la série mettant en scène le personnage de Kay Scarpetta.

## Résumé
Jean-Baptiste Chandonne, le serial killer vient d'être arrêté mais les ennuis continuent pour Kay Scarpetta qui se retrouve au banc des accusés.

## Éditions
Édition originale américaine
- (en) Patricia Cornwell, The Last Precinct, New York, G. P. Putnam's Sons, 2000, 449 p. (ISBN 978-0-399-14625-1, LCCN 00055349)

Éditions françaises
- Patricia Cornwell et Hélène Narbonne (traductrice) (trad. de l'anglais), Dossier Benton [« The Last Precinct »], Paris, Calmann-Lévy, coll. « Calmann-Lévy crime », 20 mars 2001, 494 p. (ISBN 2-7021-3188-3, BNF 37213071)
- Patricia Cornwell et Hélène Narbonne (traductrice), Dossier Benton [« The Last Precinct »], Paris, Librairie générale française, coll. « Le Livre de poche » (no 17220), 27 février 2002, 541 p. (ISBN 978-2-253-17220-8, BNF 38804565)